# Gustavia hexapetala
Espèce
Classification phylogénétique
Statut de conservation UICN

 LC  : Préoccupation mineure
Synonymes
Selon Tropicos (03 avril 2025)
- Eschweilera carrii Standl.
- Gustavia brasiliana DC.
- Gustavia brasiliana var. minor DC.
- Gustavia eximia Pittier
- Gustavia fastuosa Willd.
- Gustavia fastuosa var. angustisepala O. Berg
- Gustavia fastuosa var. latisepala O. Berg
- Gustavia fustis-mortui Pittier
- Gustavia longepetiolata Huber
- Gustavia microcarpa Pilg.
- Gustavia pterocarpa Poit.
- Japarandiba brasiliana (DC.) Kuntze
- Japarandiba fastuosa (Willd.) Kuntze
- Japarandiba hexapetala (Aubl.) Kuntze
- Japarandiba pterocarpa (Poit.) Nied.
- Pirigara hexapetala Aubl. - basionyme

Selon GBIF (03 avril 2025)
- Eschweilera carrii Standl.
- Gustavia brasiliana DC.
- Gustavia brasiliana var. minor DC.
- Gustavia eximia Pittier
- Gustavia fastuosa Willd.
- Gustavia fastuosa var. angustisepala O.Berg
- Gustavia fastuosa var. latisepala O.Berg
- Gustavia fustis-mortui Pittier
- Gustavia microcarpa Pilg.
- Gustavia pterocarpa Poit.
- Japarandiba brasiliana (DC.) Kuntze
- Japarandiba fastuosa (Willd.) Kuntze
- Japarandiba hexapetala (Aubl.) Kuntze
- Japarandiba pterocarpa (Poit.) Nied.
- Pirigara hexapetala Aubl. - basionyme

Gustavia hexapetala est une espèce d'arbres tropicaux de la famille des Lecythidaceae.
Il est connu en Guyane sous les noms de mal-bwa-pyan (créole), alepawana enekan (Kali'na), man tapuupa (Nenge tongo), wakukwa-adava-kamwi (Palikur), jeniparana, matamataica (Portugais), a'ɨwalɨpɨsili (Wayãpi), bois puant, tapouhoupa. On l'appelle aussi chawanaime au Guyana, ou lanaballi hohoro-dikoro, lanaballi diamaro, hoogland-konikoni-oedoe, hoogland-tapoeripa au Suriname.

## Description

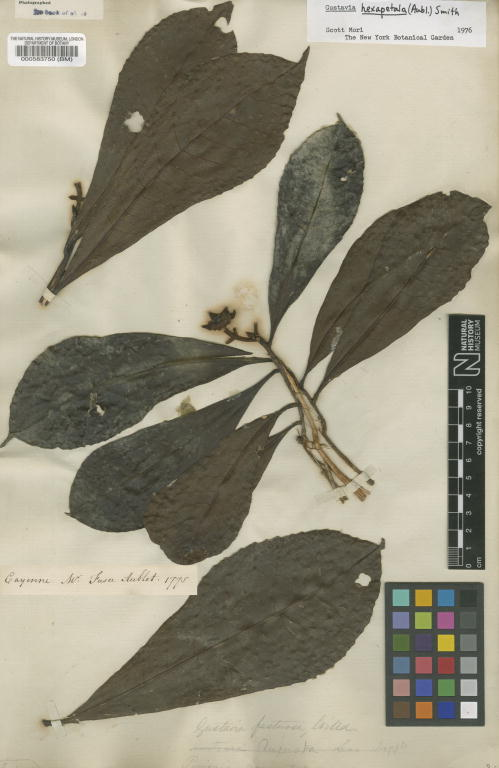
échantillon type de Gustavia tetrapetala collecté par Aublet en Guyane

Gustavia hexapetala est un arbres de sous-bois, atteignant jusqu'à 25 m de haut, sans contreforts. L'écorce est nettement striée. 
Le limbes des feuilles est généralement oblancéolés ou obovés, parfois elliptiques, mesurant 9-24 x 3-13 cm, glabres, chartacés, avec 9-13 paires de nervures secondaires. L'apex est acuminé à atténué. La base est aiguë à atténuée, étroitement décurrente. La marge est généralement serrulée, parfois presque entière. Le pétiole est long de 2-17 mm. 
Les inflorescences sont terminales, racémisées. Les pédicelles sont longs de 6-30(-50) mm, sous-tendus par une bractée caduque oblongue, ovale ou lancéolée, carénée, de 4-12 x 2-8 mm, et portant 2 bractéoles de forme ovale-oblongue, mesurant 2,5-12 x 2-12 mm, en divers points de la longueur.
Les fleurs mesurent 6-9(-12) cm de diamètre. Les lobes du calice sont généralement triangulaires, parfois sagittés ou ovales, mesurant 4-12 x 3-13 mm, souvent tomenteux rouille. On compte généralement 6 pétales, obovales à oblancéolés, rarement oblongs, mesurant (20-)30-40(-80) x 10-30(-50) mm, pubérulents, blancs. L'androcée est blanc, teinté de jaune, surtout à l'intérieur, à base est connée haut de (4-)8-15 mm, les filets externes longs de 8-18 mm, généralement blancs, avec des anthères de 1,6-2,9(-3,8) mm, jaunes. Les ovaires sont 6-costés, tomenteux rouille, à (5-)6(-8)-loges, glabre à pubéruleux au sommet, avec le style long de 1-2(-3) mm. 
Les fruits sont globuleux, d'abord verts puis jaune-orange, bruns lorsqu'ils sont séchés, côtelés longitudinalement ((5-)6(-8) côtes), mesurant 10-30 x 12-35 mm, avec généralement 6 lobes du calice persistants. 
Les graines (1-5 par fruit) sont trigones à semi-circulaires en section transversale, caronculées, mesurant 10-16 x 6-13 mm, avec un funicule droit, non expansé, long de 1-5(-9) mm.

## Répartition
Gustavia tetrapetala est une espèce très commune et largement répandue dans les Guyanes, l'Amazonie et le centre-nord du Venezuela.

## Écologie
Gustavia tetrapetala pousse communément dans les forêts sur sols ± drainés. Il fleurit sporadiquement tout au long de l'année avec un pic de floraison de juin à octobre dans les Guyanes.
Les jeunes plants de Gustavia hexapetala développent des branches sympodiales et plagiotropes, selon le modèle d'Aubréville.
Gustavia hexapetala fait partie des principales plantes produisant des fruits mûrs consommables pour la faune pendant les périodes de disette, ce qui en fait une ressources clé de voûte parmi les plus consommées dans le régime alimentaire global des primates dans le parc Tinigua (Colombie) et notamment pour le Singe-araignée à ventre blanc. 
Les champignons endophytes de Gustavia hexapetala ont été étudiés. Parmi les 35 espèces identifiées, on a isolé des souches des genres Colletotrichum (10), Fusarium (6), Helicosporium (5), Penicillium (2), Pestalotiopsis (1), Phomopsis (1) et Cladosporium (1).
Les composants volatils sulfurés nauséabonds du bois de Gustavia hexapetala repousseraient les longicornes (Cerambycidae) xylophages en Guyane.
Gustavia hexapetala est l'hôte de Pseudopinarus cerastres (Curculionoidea).
Alors que les Scarabaeidae se nourrissent habituellement d'excréments de mammifères, Eurysternus (en) plebejus a été vu se nourrissant aussi de pétales en décomposition de Gustavia hexapetala.

## Usages
Le bois frais de Gustavia tetrapetala dégage une odeur désagréable qui disparaît en séchant. On l'emploie dans la construction (charpente), la menuiserie, et l'artisanat (tambours).
On a isolé de Gustavia hexapetala la gustastatine qui a un effet inhibiteur sur la croissance des cellules cancéreuses, ainsi que quatre autres inhibiteurs (dont l'acide bétulinique et le porténol).
Néanmoins, ces extraits n'ont pas montré d'effets cytotoxiques significatifs contre la lignée cellulaire du cancer de la prostate.

## Histoire naturelle
En 1775, le botaniste Aublet propose la diagnose suivante pour Gustavia tetrapetala sous le nom de Pirigara tetrapetala : 
« 2. PIRIGARA (hexapetala) foliis obovaris, acutis ; parvo fructu. (Tabula 193.) 

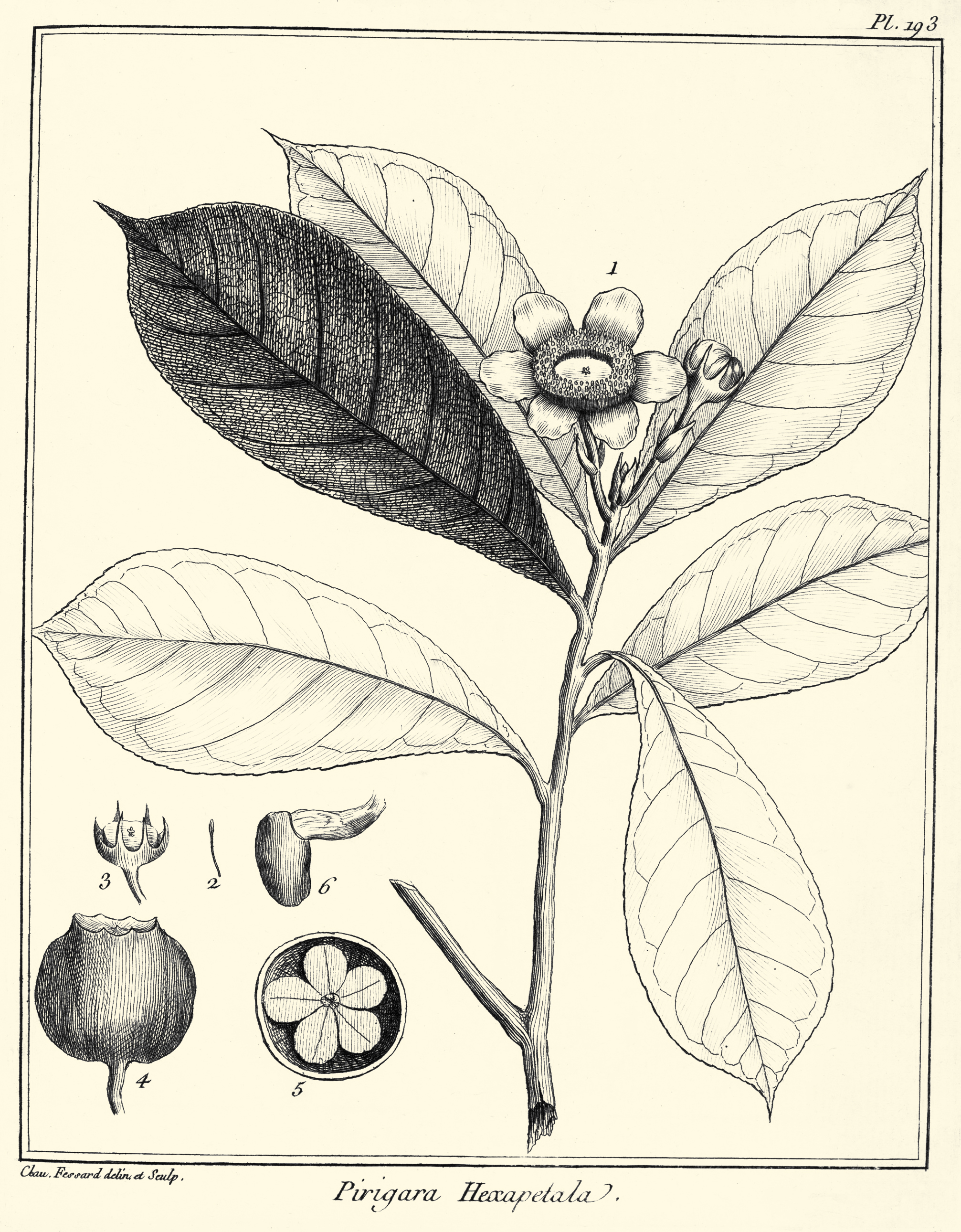
Gustavia tetrapetala par Aublet (1775) Explication de la Planche cent quatre vingt-treizième : 1. Fleur épanouie. Pédoncule garni & deux écailles. 2. Étamine. 3. Calice. Ovaire. Stigmate. 4. Capſule. 5. Capſule coupée tranſverſalement. 6. Amande. - [la capsule] eſt repréſentée de grandeur naturelle, de même qu'une amande avec ſon cordon ombilical

Arbor trunco viginti-quinque-pedali, in ſummitate ramoſo ; ramis late & undique ſparſis ramulis folioſis. Folia alterna, ovaca, acuta, glabra, ferrulata, brevi petiolata. Flores ſolitarii, axillares & terminales, pedunculo craſſo, oblongo, ſuffulti. Bractæ binæ, oppoſitæ, oblongæ, acutæ, remote, infra calicem. Perianthium monophyllum, ſexpartitum ; laciniis oblongis, carnoſis, anguſtis, acutis. Corolla alba, hexapetala. Stamina numeroſiſſima. Fructus; bacca exſucca, ſubrotunda, ſubcinerea, umbilicata, calicis laciniis truncatis coronata, quadri aut quinque-locularis. 
Lignum odorem foetidiſſimum ſpargit, tùm recens, tùm ſiccum. 
Florebat, fructumque ferebat Octobri. 
Habitat in ſylvis Sinémarienſibus quadraginta milliaribus a maris littore. 

Nomen Caribæum PIRIGARAMEPE. »

« LE PIRIGARE à petit fruit.. (PLANCHE 193.).
Le tronc de cet arbre s'élève à vingt-cinq pieds, ſur un pied & demi de diamètre. Son écorce eſt épaiſſe, raboteuſe, rouſſâtre en dehors, & foncée en dedans. Son bois eſt dur & jaunâtre. Il pouſſe à ſon ſommet un grand nombre de branches, dont les unes ſont droites, & d'autres inclinées, qui ſe répandent en tous ſens ; elles ſont chargées de rameaux garnis de feuilles alternes, liſſes, vertes, légèrement dentelées à leurs bords, ovales, plus étroites vers leur naiſſance, & plus larges à leur extrémité ſupérieure, qui ſe termine en une pointe longue. Leur pédicule eſt court, épais, charnu, convexe en deſſous, creuſé en gouttiere en deſſus. Les plus grandes feuilles ont ſix pouces de longueur, ſur deux & demi de largeur. 
Les fleurs naiſſent ſolitaires a l’aiſſelle des feuilles & a l'extrémité des rameaux. Leur pédoncule épais eſt long d'un pouce ; vers ſon ſommet, il eſt garni de deux écailles oppoſées. 
Le calice eſt d'une ſeule pièce, évaſé en forme de coupe, & fait corps avec l'ovaire. Il eſt diviſé en ſon limbe en ſix parties épaiſſes, coriaces, pointues. 
La corolle eſt à ſix pétales blancs, larges, arrondis, charnus, attachés par un onglet autour d'un diſque qui couvre le ſommet de l'ovaire. 
Les étamines ſont en très grand nombre, rangées ſur le diſque, en forme de couronne. Leurs filets ſont longs, blancs. Leur anthère eſt jaune & à deux bourſes. 
Le piſtil eſt un ovaire renfermé dans le fond du calice, ſurmonté d'un stigmate à quatre angles terminés par une pointe. 
L'ovaire devient une capſule griſâtre, épaiſſe, à quatre loges, qui contient cinq à ſix amandes attachées chacune par un gros cordon ombilical à un placenta qui eſt au centre. Cette capſule eſt arrondie, ſèche, applatie à ſon ſommet, & couronnée ſur les débris du calice. Elle eſt repréſentée de grandeur naturelle, de même qu'une amande avec ſon cordon ombilical. 
Cet arbre eſt nommé PIRIGARAMEPE par les Galibis. Je l'ai trouvé en fleur & en fruit dans le mois d'Octobre, en traverſant les grandes forêts qui s'étendent juſqu'à la rivière de Sinémari, à quarante lieues de ſon embouchure. Le bois de cet arbre coupé, ſcié ou rapé, exhale une odeur cadavéreuſe. »

— Fusée-Aublet, 1775.